# 水谷啓昭
水谷 啓昭（みずたに ひろあき 、1953年7月22日 - ）は、愛知県海部郡出身の元プロ野球選手（投手）・コーチ。

## 来歴・人物
愛知・東邦高では春夏の甲子園に3回出場。2年次の1970年夏の選手権では準々決勝に進むが、岐阜短大付の湯口敏彦に完封され敗退。3年次の1971年春の選抜も準々決勝で木更津中央高に敗れる。同年夏の甲子園県予選では準々決勝で豊田西高を7回コールド完全試合、準決勝では中京高をノーヒットノーランに抑える。決勝では後に大学でチームメイトとなる大宮龍男のいた享栄高を破って夏の選手権出場を決めるが、1回戦でこの大会に優勝した桐蔭学園の大塚喜代美に完封負けを喫す。同年の高校日本選抜ハワイ遠征に梨田昌孝、岡義朗らとともに参加する。
高校卒業後は駒澤大学に進学し、東都大学野球リーグでは、同期の山本泰之、1年下の森繁和との三本柱で1974年春季リーグ優勝、1975年には春秋連続優勝に貢献。同年の大学日本選手権でも決勝で大商大を降し優勝。リーグ通算48試合登板、17勝7敗、防御率2.68、97奪三振。大学同期に山本の他、駒大三羽ガラスと言われた中畑清、平田薫、二宮至がいた。
大学卒業後は新日本製鐵名古屋に入社し、1年目の1976年には日本選手権に出場。決勝で後にプロでチームメイトとなる日本鉱業佐賀関の藤沢公也と投げ合い、1-0の完封で初優勝を飾りこの大会の最優秀選手賞を受賞。1977年からは2年連続で都市対抗出場も果たした。
1978年のプロ野球ドラフト会議で中日ドラゴンズから3位指名を受け入団。
1年目の1979年から左の中継ぎとして一軍に起用され、2年目の1980年にはリーグ最多の56試合に登板。サイドスローからのシュートやフォークを武器とする。腕が背中に付いた状態から投げる独特のフォームで球の出所が見づらく、特に対左打者の奪三振率が高かった。1982年シーズン中に故障で離脱、1983年は一軍での登板はなく、同年限りで引退。
引退後は中日でスカウト（1984年 - 1989年, 1996年 - 1997年, 2001年 - 2013年）、二軍投手コーチ補佐（1990年 - 1992年）、一軍投手コーチ（1993年 - 1995年）、二軍投手コーチ（1998年 - 2000年）を務めた。2014年からは中日球団の少年野球指導担当として地元東海地区を中心に活動している。スカウトとして、近藤真一、井端弘和、蔵本英智等多数の選手を担当。2012年からはCBCドラゴンズナイターにゲスト解説者として出演している（これまでの解説者であった高木守道・彦野利勝が現場復帰したことによる補充として）。

## 詳細情報

### 年度別投手成績
| 年 度     | 球 団     | 登 板 | 先 発 | 完 投 | 完 封 | 無 四 球 | 勝 利 | 敗 戦 | セ 丨 ブ | ホ 丨 ル ド | 勝 率 | 打 者 | 投 球 回 | 被 安 打 | 被 本 塁 打 | 与 四 球 | 敬 遠 | 与 死 球 | 奪 三 振 | 暴 投 | ボ 丨 ク | 失 点 | 自 責 点 | 防 御 率 | W H I P |
| --------- | --------- | ----- | ----- | ----- | ----- | -------- | ----- | ----- | -------- | ----------- | ----- | ----- | -------- | -------- | ----------- | -------- | ----- | -------- | -------- | ----- | -------- | ----- | -------- | -------- | ------- |
| 1979      | 中日      | 47    | 2     | 0     | 0     | 0        | 3     | 2     | 0        | --          | .600  | 293   | 65.1     | 65       | 16          | 33       | 2     | 4        | 55       | 0     | 0        | 42    | 38       | 5.23     | 1.50    |
| 1980      | 中日      | 56    | 1     | 0     | 0     | 0        | 1     | 2     | 0        | --          | .333  | 274   | 59.0     | 67       | 2           | 27       | 2     | 6        | 43       | 1     | 1        | 39    | 28       | 4.27     | 1.59    |
| 1981      | 中日      | 47    | 0     | 0     | 0     | 0        | 2     | 0     | 3        | --          | 1.000 | 238   | 56.2     | 41       | 8           | 27       | 4     | 3        | 37       | 0     | 0        | 18    | 17       | 2.70     | 1.20    |
| 1982      | 中日      | 31    | 0     | 0     | 0     | 0        | 1     | 1     | 2        | --          | .500  | 89    | 19.2     | 16       | 2           | 14       | 2     | 0        | 24       | 1     | 0        | 16    | 15       | 6.86     | 1.53    |
| 通算：4年 | 通算：4年 | 181   | 3     | 0     | 0     | 0        | 7     | 5     | 5        | --          | .583  | 894   | 200.2    | 189      | 28          | 101      | 10    | 13       | 159      | 2     | 1        | 115   | 98       | 4.40     | 1.45    |

- 各年度の太字はリーグ最高

### 背番号
- 55 （1979年 - 1980年）
- 24 （1981年 - 1983年）
- 82 （1990年 - 1991年、1998年 - 2000年）
- 79 （1992年）
- 87 （1993年 - 1994年）
- 86 （1995年）